# Liste der Bodendenkmale in Drentwede
In der Liste der Bodendenkmale in Drentwede sind die Bodendenkmale der niedersächsischen Gemeinde Drentwede aufgeführt. Die Quelle ist der Denkmalatlas Niedersachsen.
- Bitte beachten Sie, dass diese Liste keinen Anspruch auf Vollständigkeit erhebt.
- Die Angaben ersetzen nicht die rechtsverbindliche Auskunft der zuständigen Denkmalschutzbehörde.
- Es sind nur Daten aus dem Denkmalatlas verarbeitet.
- Der Stand der Liste ist der 31. Mai 2025.

Drentwede im Landkreis Diepholz

## Allgemein
In den Spalten finden sich folgende Informationen des Bodendenkmales:
| Lage         | geographische Koordinaten                                                           |
| Bezeichnung  | Bezeichnung lt. Denkmalatlas                                                        |
| Beschreibung | Beschreibung lt. Denkmalatlas                                                       |
| ID           | Objekt-ID                                                                           |
| Bild         | Bild, ggf. zusätzlich mit Link zu weiteren Fotos im Medienarchiv Wikimedia Commons. |

## Bockstedt
| Lage                       | Bezeichnung             | Beschreibung | ID       | Bild |
| -------------------------- | ----------------------- | --- | -------- | ---- |
| 52° 45′ 47″ N, 8° 32′ 6″ O | Bockstedt 21, Grabhügel | Durchmesser ca. 10 m und Höhe ca. 0,2 – 0,4 m. Fast gänzlich eingeebnet. Nur geringe Erhebung ist übriggeblieben. | 35593439 | BW   |
| 52° 45′ 46″ N, 8° 32′ 6″ O | Bockstedt 22, Grabhügel | Durchmesser ca. 10 m und Höhe ca. 0,5 m. Stark verflacht.                                                         | 35593456 | BW   |
| 52° 45′ 45″ N, 8° 32′ 4″ O | Bockstedt 23, Grabhügel | Durchmesser ca. 14 m und Höhe ca. 0,5 m. Gut erhalten.                                                            | 35593474 | BW   |
| 52° 45′ 45″ N, 8° 32′ 6″ O | Bockstedt 24, Grabhügel | Durchmesser ca. 11 m und Höhe ca. 0,5 m.                                                                          | 35593491 | BW   |
| 52° 45′ 45″ N, 8° 32′ 6″ O | Bockstedt 25, Grabhügel | Durchmesser ca. 10 m und Höhe ca. 0,3 m. Schwach ausgeprägt.                                                      | 35593508 | BW   |
| 52° 45′ 44″ N, 8° 32′ 8″ O | Bockstedt 26, Grabhügel | Durchmesser ca. 12 m und Höhe ca. 0,2 m. Kaum mehr erkennbar.                                                     | 35593525 | BW   |

### Bockstedt 1
- ID: 35593005
- Heute sind nur noch vier Grabhügel in einem Waldstück erhalten geblieben. Drei davon sind sehr gut erhalten, während einer kaum mehr im Gelände erkennbar ist.

| Lage                        | Bezeichnung | Beschreibung | ID       | Bild |
| --------------------------- | ----------- | --- | -------- | ---- |
| 52° 46′ 11″ N, 8° 30′ 25″ O | Bockstedt 1 | Durchmesser ca. 10 m und Höhe ca. 0,3 m. Im Gelände kaum mehr erkennbar, im Norden von Grenzwall mit südlich vorgelagerter Grabenspur beschädigt. | 35593026 | BW   |
| 52° 46′ 12″ N, 8° 30′ 25″ O | Bockstedt 2 | Durchmesser ca. 11 m und Höhe ca. 0,6 m. Sehr gut erhalten.                                                                                       | 35593044 | BW   |
| 52° 46′ 11″ N, 8° 30′ 24″ O | Bockstedt 3 | Durchmesser ca. 16 m und Höhe ca. 0,7 m. Sehr gut erhalten.                                                                                       | 35593061 | BW   |
| 52° 46′ 12″ N, 8° 30′ 23″ O | Bockstedt 4 | Durchmesser ca. 14 m und Höhe ca. 0,5 m. | 35593078 | BW   |

## Drentwede
| Lage                        | Bezeichnung                        | Beschreibung | ID       | Bild |
| --------------------------- | ---------------------------------- | --- | -------- | ---- |
| 52° 43′ 38″ N, 8° 32′ 46″ O | Drentwede 2, Grabhügel             | Durchmesser ca. 16 m und Höhe ca. 0,7 m. Beschädigt durch einige Kaninchenlöcher. | 35592073 | BW   |
| 52° 43′ 30″ N, 8° 32′ 41″ O | Drentwede 3, Grabhügel             | Durchmesser ca. 17 m und Höhe ca. 1 m. Westliche Hälfte abgetragen. Im Westen und im Osten schließt je ein Stubbenwall an. | 35592091 | BW   |
| 52° 44′ 3″ N, 8° 34′ 3″ O   | Drentwede 9, Wölbackerbeet         | Ein 230 m langes, recht schmales Reststück eines Wölbackers aus insgesamt 22 hervorragend erhaltenen und gut sichtbaren Wölbackerbeeten, die sich von Westen nach Osten erstrecken. Im Osten grenzen sie an die Straße Im Felde, nach Westen zu brechen sie am Rand der Niederung des Drentweder Baches ab. Die Ackerbeete haben eine Breite von 6 – 8 m bei einer Höhe von 0,2 m. | 35592193 | BW   |
| 52° 43′ 54″ N, 8° 32′ 44″ O | Drentwede 40, Landwehr             | Größtenteils zerstörte Landwehr, die die heutige Bremer Straße (B 51) gesperrt hat. Ursprünglich 900 – 1000 m lang von Nordwesten nach Südosten über den Geestrücken zwischen der Niederung des Diekhauser Grabens im Norden bis zur Niederung des Schmolter Grabens im Süden verlaufend. Bestand aus einem doppelten Wall mit begleitenden Gräben. Einzige heute noch obertägig erhaltene Bestandteil ist ein stark verfüllter Graben östlich der B 51 in einem Waldstück und zieht sich vom südöstlichen Waldrand über 69 m nach Nordwesten, wo er im Dünengelände ausläuft. Der zweite, parallel verlaufende Graben ist nicht erkennbar, die Wälle sind komplett eingeebnet worden. Der Graben ist 6 m breit und dabei 0,2 m tief. Im Luftbild zeichnet sich der Doppelgraben über weite Strecken im Ackerland deutlich ab. | 35592771 | BW   |
| 52° 43′ 31″ N, 8° 35′ 41″ O | Drentwede 58, Befestigter Speicher | Die von einer wasserführenden Graft umgeben Insel ist rechteckig und misst 20 × 35 m. Die Graft, die ein nahezu sechseckiges Außenufer hat, ist 6 bis 13 m breit. Die Innenfläche ist annähernd eben, hat dieselbe Höhe wie die Umgebung und weist keine Spuren von Bebauung auf. Graft und Insel sind erstmals auf der Preußischen Landesaufnahme (ebenfalls unbebaut aber oval statt rechteckig) verzeichnet und können sowohl mittelalterlich als auch frühneuzeitlich datieren. Vermutlich stand auf der Insel ein turmartiges Speichergebäude des Hofes Freesenheede. | 39321668 | BW   |
| 52° 43′ 29″ N, 8° 32′ 20″ O | Drentwede 69, Wegespuren           | Wegespuren zwischen der B 51 und der Bahnlinie in einem Waldstück. Das Hohlwegbündel besteht im Süden aus acht schwach ausgeprägten und im Norden aus noch drei schwach ausgeprägten Fahrspuren. Mittelalterliche bis frühneuzeitliche Alternativrouten zur heutigen B 51. | 49398088 | BW   |